# Сказка о медведихе
«Ска́зка о медве́дихе» — неавторское название сказки А. С. Пушкина (начинается строкой «Как весенней теплою порою…»), написанной предположительно в 1830 году.
Опубликована П. В. Анненковым в «Материалах для биографии А. С. Пушкина» (Сочинения Пушкина, изд. Анненкова, т. I, 1855, стр. 153—155). Исправления и некоторые варианты даны В. Е. Якушкиным в описании рукописей Пушкина — «Русская Старина» (1884, октябрь, стр. 83—84). Варианты строк 64—82 опубликованы в статье А. Желанского «Новое о „Балде“ и „Медведихе“ Пушкина» («Звенья», т. VI, 1936, стр. 140—142); здесь же факсимиле этих стихов. По рукописи — исправленный текст напечатан С. М. Бонди (в книге: А. Пушкин. «Сказки». Редакция, вступительная статья и объяснения Александра Слонимского. Второе издание. M. — Л. ,1933, стр. 124—128).

## Сюжет
Медведица пошла гулять с медвежатами. Мужик с рогатиной убил медведицу и подарил жене её шкуру и трёх медвежат. Медведь узнаёт о случившемся и плачет, сокрушаясь о своей медведице. К медведю-боярину приходят звери: волк-дворянин, бобр-торговый гость, ласточка-дворяночка, белочка-княгинечка, лисица-подъячиха и казначеиха, скоморох горностаюшка, байбак-игумен, зайка-смерд, целовальник-ёж. На этом сказка обрывается.

## Вопрос о завершенности
Вопрос о целостности произведения остается открытым. 
Мнение, будто сказка не завершена, обычно подкрепляется тремя аргументами: сказка при жизни поэта не публиковалась; она сохранилась не в беловой, а в черновой рукописи; сказка разностильна: её веселая последняя часть не согласуется с предыдущими по настроению и к тому же не служит развязкой.

## Заключительная сцена
По части фольклорных истоков заключительная сцена считается наиболее изученной; только ей, в отличие от всего предшествующего повествования, найден конкретный фольклорный аналог. В.Ф. Миллер и М.К. Азадовский убедительно показали, что описанный здесь Пушкиним сбор зверей восходит к скоморошьей песне «О птицах» («За морем синица не пышно жила»), известной поэту как по сборнику М.Д. Чулкова «Собрание разных песен», так и в исполнении Арины Родионовны, о чем он вспоминает в стихах: 
Спой мне песню, как синица
Тихо за морем жила...
Существуют варианты, в которых перечисляются не только птицы, как у Чулкова, но и звери, как у Пушкина. К тому же, представляя в финале сказки вереницу животных, Пушкин, по-видимому, перекликался, наряду с песней, и с другими жанрами фольклора — достаточно вспомнить о сказочной традиции давать персонажам развернутые имена, особенно показательной для сказок о животных. Отмечалась и связь с пословицами типа «Зайца ноги носят, волка зубы кормят, лису хвост бережет», а также с былинной образностью:
Знать это не зайка скакал, не бел горносталь,
Это шел Чурила Пленкович к старому Бермяке Васильевичу.
Все это подтверждает правоту В.Ф. Миллера, который в «Сказке о медведихе» увидел «такое же художественное собрание в один фокус народных красок, запечатлевшихся в богатой памяти поэта, как и в его знаменитом прологе к «Руслану и Людмиле», этом дивном калейдоскопе русских сказочных мотивов».
Последовательность появления животных, в принципе, та же, что в сказках о животных — по силе каждого. От животных более «серьезных» сказка переходит к более мелким, несерьезным, а под конец и вовсе юмористическим персонажам фольклорной сказки, таким, как заяц и еж. Однако в таком составе звери впервые собрались только в пушкинской сказке о медведихе. Почти все упомянутые в «Сказке о медведихе» звери встречаются в свадебных песнях и обрядовых гаданиях — там упоминаются и медведь, и бобр, и заяц, и горностай (последние два особенно часто).